# Giuseppe Cerutti
Giuseppe Antonio Giachimo Cerutti (None, 13 giugno 1738 – Parigi, 3 febbraio 1792) è stato uno scrittore, gesuita e politico francese.

## Biografia
Nato a None, presso Torino, entrò a far parte della Compagnia di Gesù e divenne professore al Collegio gesuita di Lione. Nel 1762, in risposta agli attacchi contro il suo ordine, pubblicò una Apologie générale de l'institut et de la doctrine des Jésuites, che gli guadagnò la fama e la protezione di alcuni importanti personaggi, fra i quali l'ex monarca polacco Stanislao Leszczyński e del di lui nipote, il delfino Luigi.
Durante le agitazioni che precedettero la Rivoluzione francese Cerutti si schierò dalla parte del popolo e nel 1788 pubblicò un pamphlet, Mémoire pour le peuple français, nel quale, con stile chiaro e tagliente, sosteneva le richieste del tiers état. Nel gennaio 1791 fu scelto dagli elettori parigini come membro dell'amministrazione del dipartimento e quindi deputato all'Assemblea legislativa. Amico e sostenitore di Honoré Mirabeau, ne pronunciò l'elogio funebre alle sue esequie.
Dell'attività letteraria di Cerutti l'impresa più interessante e con più influenza è stato il giornale da lui fondato il 30 settembre 1790, in collaborazione con Jean-Paul Rabaut Saint-Etienne e Philippe Antoine Grouvelle.